# Eligmocarpus cynometroides
Eligmocarpus cynometroides ist die einzige Art der Pflanzengattung Eligmocarpus in der Unterfamilie Dialioideae innerhalb der Familie der Hülsenfrüchtler (Fabaceae). Dieser Endemit des südöstlichen Madagaskar gilt als „vom Aussterben bedroht“.

## Beschreibung

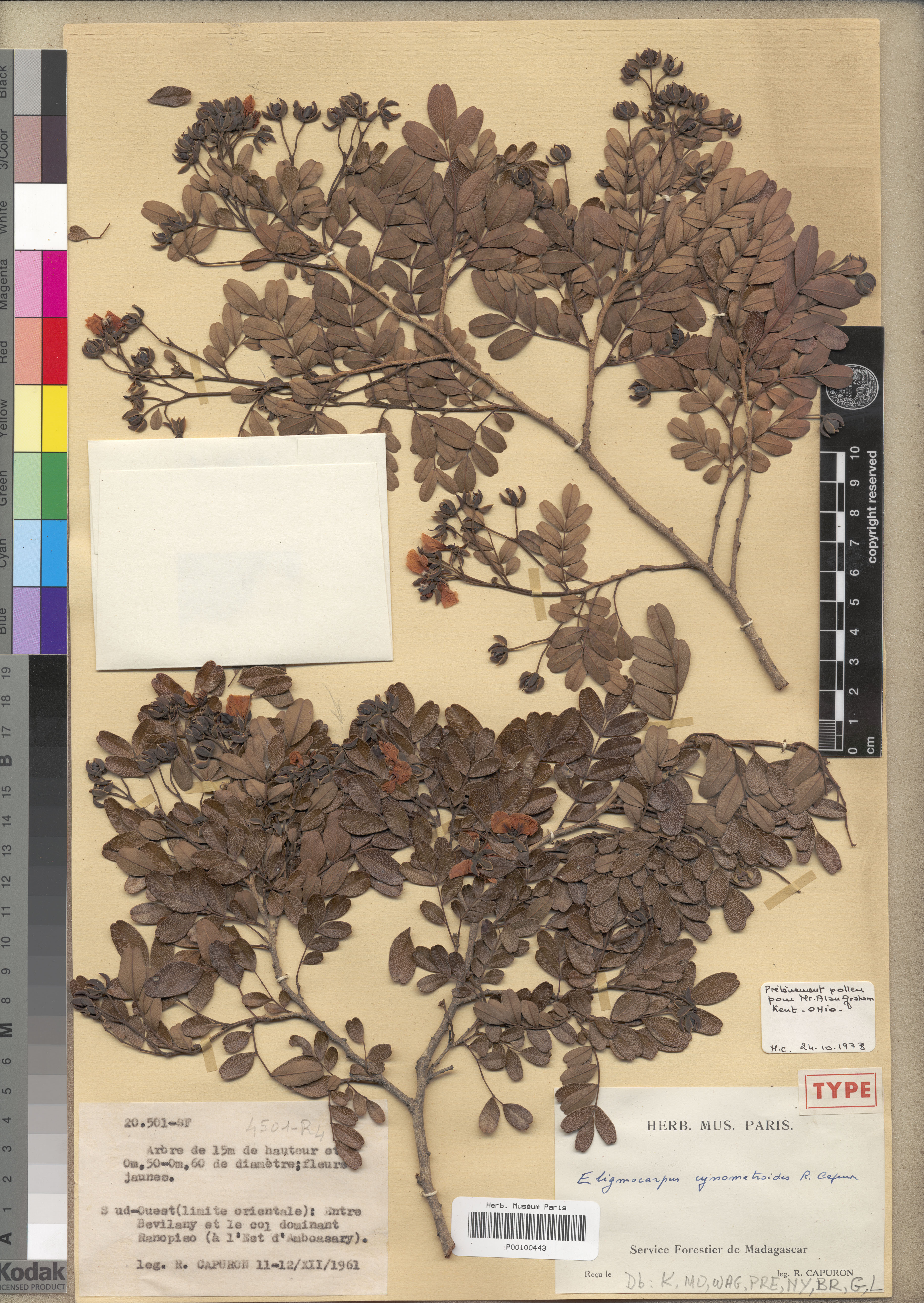
Herbarbeleg = Typusexemplar von Eligmocarpus cynometroides, das 1961 von Capuron gesammelt wurde

### Vegetative Merkmale
Eligmocarpus cynometroides wächst als kleiner Baum und erreicht Wuchshöhen von 7 bis 15 Metern. Die Stammdurchmesser betragen 0,5 bis 0,6 Meter. Das Holz ist sehr hart. Er bildet rotes Harz, das sich an der Luft nach Schwarz verfärbt. Eligmocarpus cynometroides besitzt oft auch im unteren Bereich des Stammes Zweige. Auf der Rinde der Zweige sind winzige Lentizellen vorhanden. Eligmocarpus cynometroides ist nicht bewehrt. Es sind keine extrafloralen Nektarien vorhanden.
Die wechselständig und spiralig angeordneten Laubblätter sind in Blattstiel sowie -spreite gegliedert. Die neben dem Blattstiel stehenden zwei freien häutigen, flaumig behaarten Nebenblätter sind bei einer Länge von 2 bis 3 Millimetern sowie einer Breite von 1,3 bis 1,8 Millimetern verkehrt-eiförmig mit spitz zulaufender Basis sowie gerundetem oberen Ende; sie fallen früh ab, fehlen oder sind bei älteren Exemplaren winzig. Blattstiel und Blattrhachis sind insgesamt 2 bis 6 Zentimeter lang. Der Blattstiel ist 2 bis 4 Millimeter lang. Die zylindrische Blattrhachis ist flaumig behaart und flach gerillt. Die Laubblätter sind anfangs wollig behaart und verkahlen später. Die Blattspreite ist unpaarig gefiedert, bei obersten Laubblättern manchmal paarig gefiedert. Es sind keine Nebenblättchen vorhanden. An der Blattrhachis sind fünf bis neun (drei bis elf) Fiederblättern gegenständig oder fast gegenständig angeordnet. Die Stielchen der Fiederblätter sind mit einer Länge von höchstens 0,75 Millimetern kurz; die Fiederblätter scheinen fast sitzend. Die dünn-lederigen Fiederblätter mit einer Länge von 5 bis 20 Millimetern sowie einer Breite von 3 bis 10 Millimetern werden bis zur Blattspitze laufend größer und sind länglich bis länglich-verkehrt-eiförmig oder länglich-elliptisch; sie verjüngen sich bis zur keilförmigen Basis und das obere Ende ist gestutzt und eingekerbt. Die starke Mittelrippe ist erhaben und es liegt Fiedernervatur vor. Nebenblättchen sind keine vorhanden.

### Generative Merkmale
Am jungen Holz befinden sich seitenständig auf 1 bis 2 Zentimeter langen Blütenstandsschäften aus wenigblütigen, zymösen Teilblütenständen zusammengesetzte zymöse, rispige Gesamtblütenstände. Die Blütenstandsrhachis ist 3 bis 4,5 Zentimeter lang und rostfarben wollig behaart. Die etwa 1,5 Millimeter langen Tragblätter sind bei der Anthese schon abgefallen. Die relativ kleinen Deckblätter umhüllen die Blütenknospen nicht und sind bei der Anthese schon abgefallen. Der Blütenstiel ist 1 bis 1,5 Zentimeter lang und behaart.
Im Knospenstadium bedecken die Kelchblätter die anderen Blütenteile. Die zwittrigen Blüten sind bei einem Durchmesser von etwa 2 Zentimetern deutlich zygomorph und fünfzählig mit doppelter Blütenhülle. Es ist kein Blütenbecher (Hypanthium) vorhanden. Die fünf mehr oder weniger gleichen, freien Kelchblätter sind auf der Unterseite gekielt und 5 bis 6 Millimeter lang mit etwas spitzem oberen Ende. Von den fünf gelben deutlich ungleichen, freien, genagelten Kronblättern sind das obere (etwa 12,5 Millimeter lang sowie 13,5 Millimeter breit) und die beiden seitlichen breiter als lang mit gerundetem oberen Ende und die beiden anderen, es sind die unteren, sind kleiner sowie bei einer Länge von 8 bis 9 Millimetern sowie einer Breite von etwa 5 Millimetern verkehrt-eiförmig.
Der auffällige, kahle Diskus ist bei einer Höhe von 0,5 Millimetern schmal-ringförmig und gelappt zwischen den Staubblättern. Es sind zehn fruchtbare (fertile) Staubblätter vorhanden; sie sind dimorph, also deutlich ungleich. Die oberen fünf 6,5 bis 7 Millimeter langen Staubblätter sind zu einem vergänglichen Synandrium vereinigt und enden in etwa 3,5 Millimeter langen pinselförmigen Steubbeuteln. Die fünf unteren Staubblätter sind kahl, frei und mit einer Länge von 5 bis 6 Millimetern kürzer als die anderen fünf. Die basifixen Staubbeutel sind länglich. Die Theken öffnen mit einem kurzen Querschlitz, der fast porenförmig ist, nahe an ihrem oberen Ende. Das sitzende bis fast sitzende einzige Fruchtblatt ist oberständig und bei einer Länge von etwa 5,5 Millimetern schräg-eiförmig. Jedes Fruchtblatt enthält drei bis sechs Samenanlagen. Der mit einer Länge von 2 bis 2,5 Millimetern gebogene, nach oben spitz zulaufende Griffel endet in einer ungeteilten Narbe.
Die trockene (manchmal als steinfruchtartig bezeichnete) Frucht ist bei einer Länge von etwa 2,5 Zentimetern sowie einer Breite von etwa 1,5 Zentimetern fast kugelig im Umriss und quer zerknautscht-gefaltet sowie ziehharmonika-ähnlich. Die Frucht verholzt später, öffnet sich nicht und enthält bis zu vier Samen. Der Embryo ist gerade.

## Ökologie und Phänologie
Bei Eligmocarpus cynometroides sind keine Wurzelknöllchen vorhanden und damit auch keine Symbiose mit stickstofffixierenden Bakterien (Rhizobien).
Eligmocarpus cynometroides scheint sehr langsam zu wachsen.
Die Blütezeit reicht von November bis Dezember (Südsommer). Die Früchte reifen im südöstlichen Madagaskar im Februar.
Untersuchungen an ihrem letzten Fundort zeigen, dass bei Eligmocarpus cynometroides die Samenproduktionrate sehr gering ist, mit nur einem Samen je kg Frucht, und die Keimrate < 5 % beträgt. Die Ausbreitung der Diasporen bei Eligmocarpus cynometroides gilt als schwierig.
Jeweils im Oktober wurde beobachtet, welche Tiere die Blüten besuchen und welche Tiere Früchte und Samen fressen; hauptsächlich wurden die Früchte auf dem Baum vom Lemur Microcebus murinus gefressen. Die Früchte fallen auch direkt als Ganzes auf den Boden. Die Eigenschaften der Blüten wie Größe, unregelmäßige Form, Vorhandensein von Nektar und gelbe Farbe der Kronblätter deuten darauf hin, dass die Bestäubung durch Insekten erfolgt. An Eligmocarpus cynometroides wurden große Bienen (Xylocopa calens, Anthophoridae) beobachtet, sie könnten die Bestäuber sein. Im Beobachtungszeitraum blühte nur ein Exemplar. Dies lässt vermuten, dass Eligmocarpus cynometroides selbstfertil ist, denn es wurden danach Samen gefunden. Insgesamt sind es wenige Beobachtungen, sodass erst nur vermutet werden kann. Über die Ausbreitung der Diasporen können auch noch keine Aussagen gemacht werden.

## Vorkommen und Gefährdung
Eligmocarpus cynometroides ist ein Endemit in einem kleinen Verbreitungsgebiet im südöstlichen Madagaskar in der Provinz Toliara. Eligmocarpus cynometroides gedeiht in laubabwerfendem oder teilweise immergrünem Waldland, in der schmalen Übergangszone von trockener, laubabwerfender südlicher und feuchter, immergrüner östlicher Vegetationszone sowie Dornbuschvegetation und Küstenwald auf Sand oder sandigem Lateritboden. Es gab früher mehrere Fundorte, aber 2013 konnte sie nur noch in Petriky aufgefunden werden, seit 1999 wurden außerhalb dieses kleinen Gebietes keine Exemplare mehr gefunden. Sie wird in der Roten Liste der gefährdeten Arten der IUCN 2013 als CR = „Critically Endangered“ = „vom Aussterben bedroht“ bewertet, da es von Eligmocarpus cynometroides nur noch einen Fundort mit 21 bis 25 blühfähigen Exemplaren gibt. Im verbliebenen Restareal dauert die Trockenzeit sieben oder neun Monate im humiden bis subariden Klima. Eligmocarpus cynometroides gedeiht in unterschiedlichen Habitaten: Felder, Wälder, Waldlichtungen, Dickicht und auf
Sanddünen.
Die erste Aufsammlung in Petriky erfolgte 1989 durch Dumetz und wurde mit der Herbarnummer Dumetz 652 hinterlegt. 1991 wurde der Schutz von Eligmocarpus cynometroides mit der höchsten Dringlichkeit bewertet. 1996 konnten in Petriky nur zehn blühfähige Exemplare gefunden werden; die weiteren Monitoring ergaben eine Gesamtzahl von 27 Exemplaren. Entsprechend der Vegetationstypen im Restareal gibt es zwei Unterpopulationen von Eligmocarpus cynometroides.
Die Bestände gehen fortlaufend zurück. Einzelne Baumexemplare werden gefällt, da ihr Holz, das dem von Rosenholz (Dalbergia spec.) in den Eigenschaften ähnlich ist, von der lokalen Bevölkerung genutzt wird. Das Habitat wird landwirtschaftlich durch Nomaden und die sesshafte Bevölkerung genutzt. Besonders die Beweidung mit Zeburindern schadet den Beständen. Das Habitat ist auch durch Entwicklung von Bergbau bedroht.
Eligmocarpus cynometroides kommt nur in einem Schutzgebiet, dem Nationalpark Andohahela, vor. Diasporen wurden aufgesammelt und in einer Gärtnerei in Madagaskar werden Jungpflanzen kultiviert, um in den ehemaligen Standorten eine Aufforstung zu ermöglichen. Die Samen keimten 1999 nach etwa drei Wochen, aber kein Sämling überlebte. Auch Versuche zur vegetativen Vermehrung scheiterten.
Alle ökologischen und vom Menschen beeinflussten Faktoren deuten darauf hin, dass Eligmocarpus cynometroides im Laufe der nächsten 100 Jahren aussterben wird.

## Systematik
Die ersten Herbarexemplare wurden 1961 durch Capuron am Osthang des Mahatsinjo nördlich der Straße, die Ranopiso mit Bevilany verbindet, gesammelt und mit der Herbarnumber SF (Capuron) 20501 im Herbarium des Service Forestier Madagascar hinterlegt. Die Erstbeschreibung erfolgte 1968 unter dem Namen Eligmocarpus cynometroides durch den französischen Botaniker René Paul Raymond Capuron (1921–1971) in Contributions à l'étude de la flore forestière de Madagascar. in Adansonia, Série 2, Tome 8, Fascilule 2, S. 205–208, Figur 1; dabei wurde die Gattung Eligmocarpus aufgestellt. Der Gattungsname Eligmocarpus leitet sich von den altgriechischen Wörtern heligmos für „gewunden, gedreht“ und karpos für „Frucht“ ab, dies bezieht sich auf die gefaltete Zickzack-Form des Fruchtknotens und der Frucht. Das Artepitheton cynometroides bezieht sich darauf, dass die Laubblätter denen der Fabaceae-Gattung Cynometra ähnlich sehen.
Die Gattung Eligmocarpus Capuron gehört seit 2017 zur Unterfamilie Dialioideae Azani et al. 